# Christian Laguna
Christian Laguna (La Paz, 2 de octubre de 1976) es un bajista, compositor, productor y director musical boliviano. Cuenta con 2 nominaciones al Latin Grammy.

## Carrera
Estudió en Bolivia, Alemania, Chile, México y Estados Unidos. Ha participado tanto como músico de sesión como productor, arreglista y director musical con diferentes artistas de pop, jazz y world music, entre los que destacan: Eugenia León, Reyli Barba, Pepe Aguilar, La Quinta Estación, Alejandra Guzmán, María José, Noel Schajris, Amaury Pérez, Edgar Oceransky, Pedro Wyant (Beach Boys), Luzmila Carpio, Danilo Rojas, Álvaro Montenegro Archivado el 29 de diciembre de 2006 en Wayback Machine. y la Orquesta Sinfónica Nacional de Bolivia, entre otros; también en los musicales Hoy no me puedo levantar, Mentiras y Timbiriche - el musical en México; y en las puestas en Escena de All That Jazz Producciones desde 2014. Se ha presentado en distintos escenarios en Norte, Centro y Sudamérica, así como en varios países de Europa presentando su música. Destaca su participación en los Latin Grammy Awards en las versiones 2011 junto a Reyli Barba y 2015 con Takesi. 
Actualmente es bajista con Luzmila Carpio, Mayra González, SIPALÁ, Reverdecer, Rodolfo Laruta, trabaja como productor musical en NB Music, y es docente del Conservatorio Plurinacional de Música de Bolivia. Es también, artista patrocinado de las marcas de bajos Lakland y Sire así como Ergostraps.

## Discografía
- Renacer (2020)

### Con Takesi
- En Vivo-Festijazz 2017 (2020)
- Tumpa (Paciencia) (2006)
- Pachamama (2015)

### Con Reverdecer
- Reverdecer (2015)

### Colaboraciones
- Como hemos cambiado (con Noel Schajris, 2013)
- Tu corazón (con Iraida Noriega y Miguel Inzunza, 2013)